# Godziszka

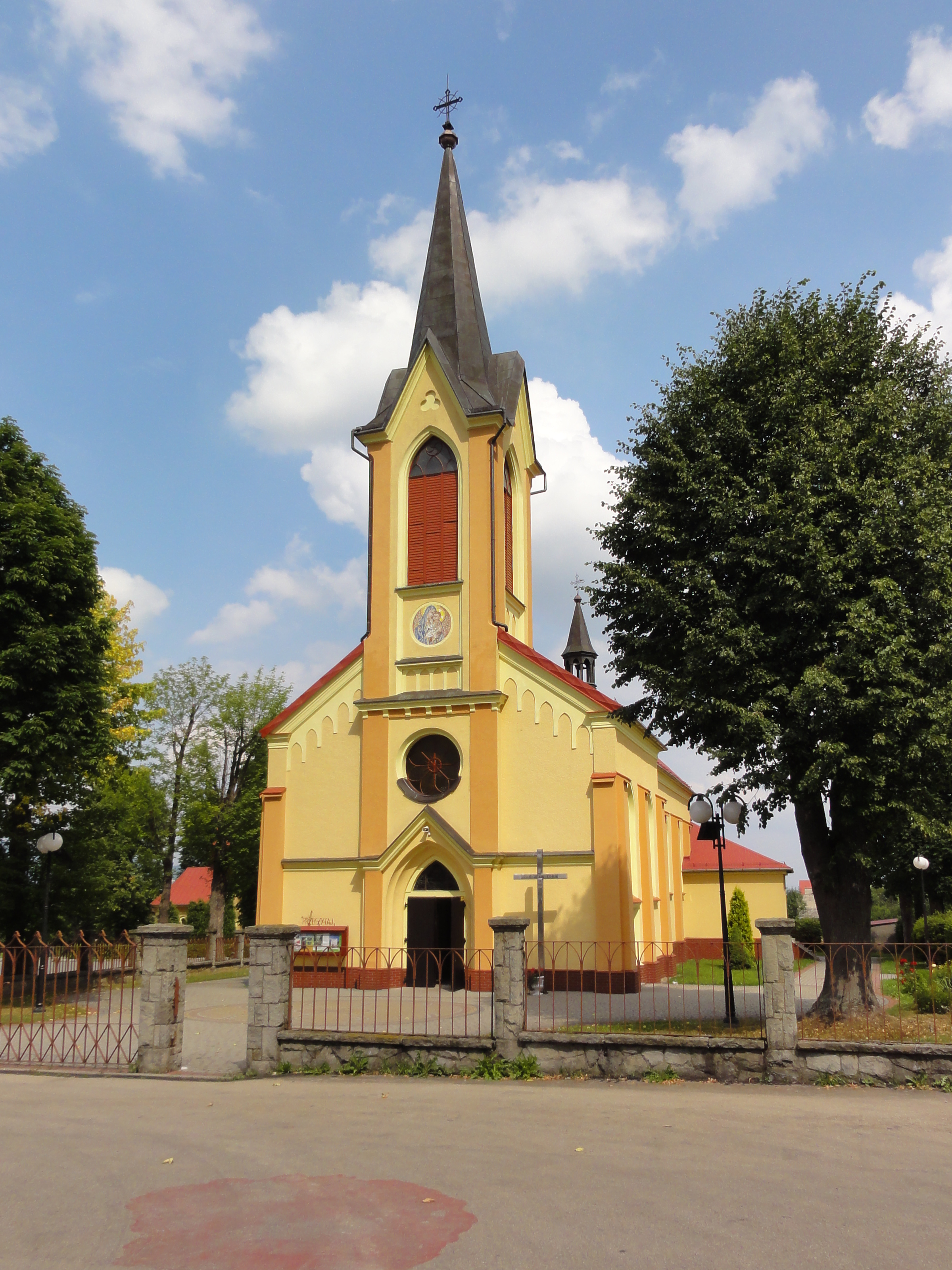
Katholische Kirche

Godziszka (früher auch Godziska, deutsch Godziska) ist eine Ortschaft mit einem Schulzenamt der Gemeinde Buczkowice im Powiat Bielski der Woiwodschaft Schlesien in Polen.

## Geographie
Godziszka liegt im Saybuscher Becken (Kotlina Żywiecka) unter den Schlesischen Beskiden (Beskid Śląski, im Westen).
Das Dorf hat eine Fläche von 312 ha.
Nachbarorte sind die Stadt Skrzyczne im Westen, Buczkowice im Norden, Rybarzowice im Nordosten, Kalna im Osten sowie Słotwina im Süden.

## Geschichte
Das Dorf entstand wahrscheinlich im frühen 17. Jahrhundert. Es wurde 1618 erstmals urkundlich erwähnt, als die Herrschaft Łodygowice mit dem Dorf von Saybusch ausgegliedert wurde. Im Jahre 1630 hatte das Dorf 102 Bauern.
Bei der Ersten Teilung Polens kam Godziszka 1772 zum neuen Königreich Galizien und Lodomerien des habsburgischen Kaiserreichs (ab 1804). Nach der Aufhebung der Patrimonialherrschaften bildete es ab 1850 drei Gemeinden im Bezirk und Gerichtsbezirk Biała: Godziska Nowa, Godziska Stara und Godziska Wilkowska.
1918, nach dem Ende des Ersten Weltkriegs und dem Zusammenbruch der k.u.k. Monarchie, kam Godziszka zu Polen. Unterbrochen wurde dies nur durch die Besetzung Polens durch die Wehrmacht im Zweiten Weltkrieg. Es gehörte dann zum Landkreis Bielitz im Regierungsbezirk Kattowitz in der Provinz Schlesien (seit 1941 Provinz Oberschlesien).
Von 1975 bis 1998 gehörte Godziszka zur Woiwodschaft Bielsko-Biała.